# Jules Antoine Ronjat
Jules Antoine Ronjat (Vienne, 12 novembre 1864 – Lione, 16 gennaio 1925) è stato un filologo e linguista francese, specializzato nella filologia romanza e in particolare nello studio dell'occitano che chiamava "provenzale".

## Le varianti dell'occitano moderno secondo Ronjat
Dai suoi studi, Ronjat ricavò cinque gruppi di dialetti occitani o provenzali:
- il gruppo provenzale: esso si estende da Agen a Nizza;
- il gruppo linguadociano-guiennese;
- il gruppo aquitano
- il gruppo alverniate-limosino
- il gruppo alpino-delfinatese

Secondo Ronjat, il guascone farebbe parte dei dialetti occitani, più precisamente del gruppo aquitano, mentre altri filologi sono più propensi a considerare quest'ultimo come una lingua a sé.

## Opere
- Grammaire istorique (sic)  des parlers provençaux modernes, Montpellier, 1930